# Лангенфельд (Рейнланд)
Лангенфельд (нем. Langenfeld) — город в Германии, в земле Северный Рейн-Вестфалия. Подчинён административному округу Дюссельдорф. Входит в состав района Меттман. Население составляет 59,2 тыс. человек (2019); в 2000 году — 58,3 тысячи. Занимает площадь 41,15 км². Официальный код — 05 1 58 020.

## География

### Общая характеристика
Город Лангенфельд расположен к юго-востоку от Дюссельдорфа, к югу от Хильдена, к западу от Золингена и Лайхлингена, к северу от Леверкузена и к востоку от Монхайма-на-Рейне. Лангенфельд пересекают несколько ручьёв, таких как Фибах (Viehbach), Блокбах (Blockbach) и Галькхаузер Бах, которые питают своими водами через Лангфортер Бах (Langforter Bach), а тот, в свою очередь, несёт свои воды к старому рукаву Рейна в Урденбахе. Городская территория простирается примерно на 42 кв. км на речных террасах к востоку от Рейна, но не имеет прямого выхода к Рейну. Протяженность города с севера на юг составляет около 7 км, с востока на запад около 6 км. Самая низкая точка города расположена на высоте около 40 м над уровнем моря в лесу Книппрат (Knipprather Wald) на границе с Монхаймом-на-Рейне. Самая высокая точка - Венцельнберг (Wenzelnberg) -  на границе с Золингеном на высоте 112 м над уровнем моря.

### Природоохранные территории
Из крупных природоохранных территорий в Лангенфельде выделены две:
- NSG МЕ-001, Фуртер Мор (Further Moor). Площадь 42,6 га, выделена как охраняемая территория в 1950 году. Эта заболоченная территория расположена между автобанами А 542 (Bundesautobahn 542) и А 3 (Bundesautobahn 3) на границе с Лайхлингеном.
- NSG ME-019[1], Альтабграбунг Клингенбергер. Площадь 26 га, выделена как охраняемая территория в 1984 году. Это бывшие карьеры по добыче песчанно-гравийной смеси, заполненные водой. Расположены между ж. д. Дюссельдорф-Кёльн и автобаном А 59 (Bundesautobahn 59).

## История

### Предыстория и ранняя история
Предыстория и ранняя история Лангенфельда все ещё остаются малоизученными. Германские могильники первого века нашей эры, обнаруженные и исследованные на Розендальсберг / Нойбургер Хоф (Rosendahlsberg / Neuburger Hof) В южном Ройсрате (Reusrath) на границе с Леверкузеном) предполагают раннее поселение, но оно само до сих пор не найдено. Ещё один могильник был обнаружен во время строительных работ в январе 2016 года на улице Дюссельдорфер Штрассе / Ан дер Ландштрассе в Бергхаузене (Berghausen). Здесь возраст оценивается в 2500 лет. Связанное с этим могильником поселение также неизвестно, но считается, что оно находилось поблизости.
Еще более старые находки на Розендальсберге (каменные куски для лезвий из кремня) могут быть датированы палеолитом. Сегодня они хранятся в Музее предыстории и ранней истории в Кёльне (Museum für Vor- und Frühgeschichte (Köln)). Несколько каменных топоров из Лангенфельд-Фельдхаузена, датируемые ранним палеолитом оправдывает предположение, что правая терраса Рейна была заселена с самых ранних этапов истории человечества.
Остатки римского колокола освящения (всего три из них известны с древности), а также некоторые другие фрагменты из Розендальсберга относятся к временам римской империи. Открытие римской статуэтки Меркурия на Киршштрассе в Рихрате в 1976 году вызвало большой научный интерес, поскольку свидетельствует о торговых отношения римлян с германским племенами, осуществлявшимися через пограничный тогда Рейн.
Недавние раскопки в церкви Св. Мартина в Лангенфельде-Рихрате показали, что поселения с окончанием "-рат" (-rath) могли быть основаны еще в конце восьмого века, почти на двести лет раньше, чем предполагалось ранее. Во всяком случае, обнаруженные кости человека, захороненного в церкви, датированы исследователями 796 годом, использовавших радиоуглеродный метод. Согласно другим газетным сообщениям, этот результат был подтвержден раскопками в Рёйсрате на месте снесенной церкви Св. Варвары (Kirchenwüstung St. Barbara). Среди прочего, здесь, на Альтер-Маркт, был найден деревянный гроб. Кроме того, первая церковь Св. Варвары (St. Barbara (Reusrath)), по-видимому, была построена на более раннем кладбище. В 2009 году находка из снесенной церкви была после торжественной мессы окончательно захоронена на «Старом рынке» на кладбище Св. Варвары.

### Образование города
Муниципалитеты Рёйсрат (Reusrath) и Рихрат (Richrath), относившиеся к гражданской управe (Bürgermeisterei) Рихрата земельного района Золинген (Landkreis Solingen), существовали с XIX века. В состав муниципалитета Рёйсрата входили Хаузинген (Hausingen) и Мельбрух (Mehlbruch), а в муниципалитет Рихрат — Бергхаузен (Berghausen), Хукленбрух (Hucklenbruch), Иммиграт (Immigrath) и Вишайд (Wiescheid).
Рёйсрат и Рихрат были объединены 1 апреля 1910 года и образовали муниципалитет Рихрат-Рёйсрат. С 1929 года Рихрат-Рёйсрат отнесли к району Рейн-Вуппер. 11 ноября 1936 года Рихрат-Рёйсрат был переименован в Лангенфельд (Рейнланд). Коммуна получила права города в 1948 году. В 1975 году Лангенфельд вошёл в район Меттман.
Впервые город был упомянут как «Лангефельт» (Langevelt) в документе 1396 года. Название «Длинное поле» для Лангенфельда вновь появилось на карте Николя Сансона, опубликованной в Париже в 1673 году. На другой карте, созданной Иоганном Баптистом Гоманном, Лангенфельд датируется примерно 1730 годом. После этого название «Длинное поле», по-видимому, первоначально использовалось для описания всей территории сельских поселений между Иттером на севере и Вуппером на юге, между Монхаймом на западе и Бергишес-Ланд на востоке. Термин «Лангенфельд» был позже передан городу, который, несмотря на свою давнюю историю заселения, получил права города только в 1948 году.

## Достопримечательности
- Вилла Бергер

## Туристские маршруты
- Путь Почтового Горна

## Галерея

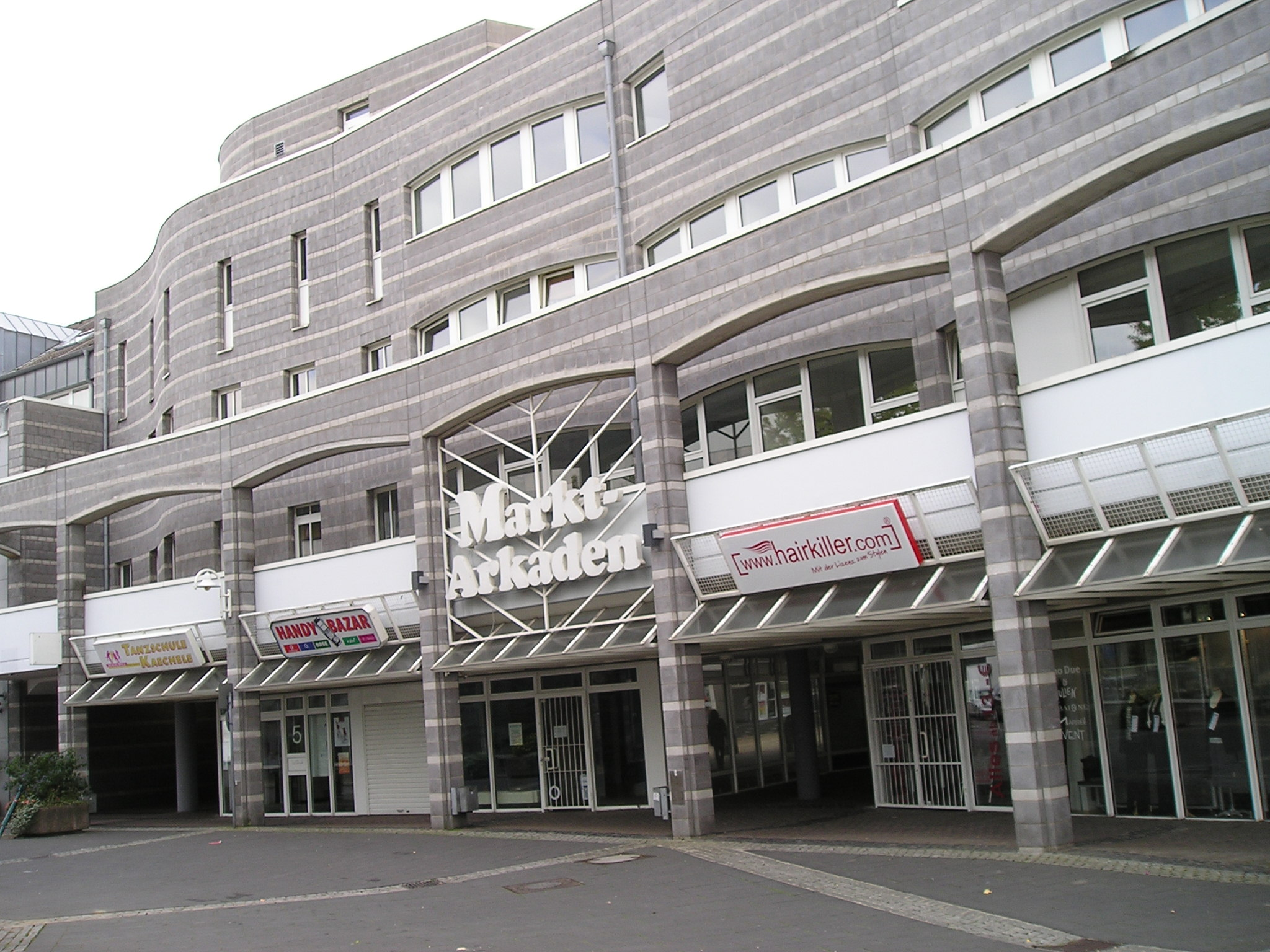
Marktarkaden
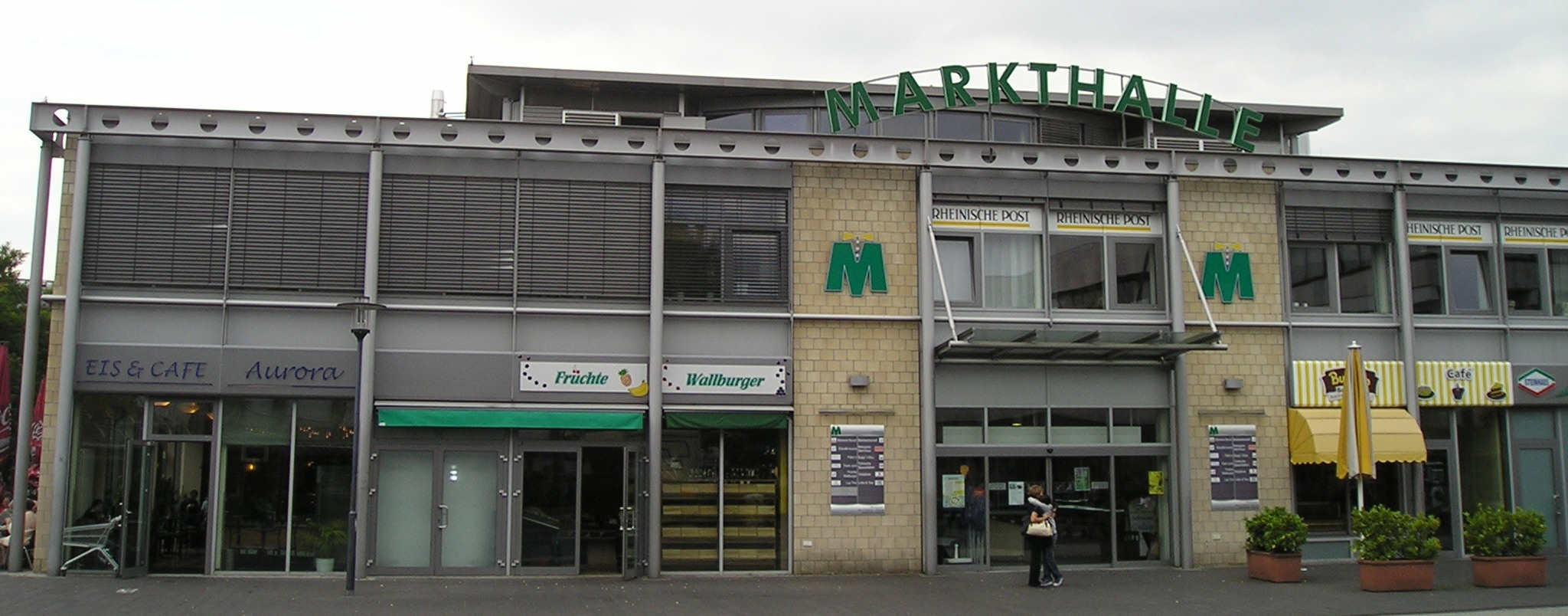
Markthalle
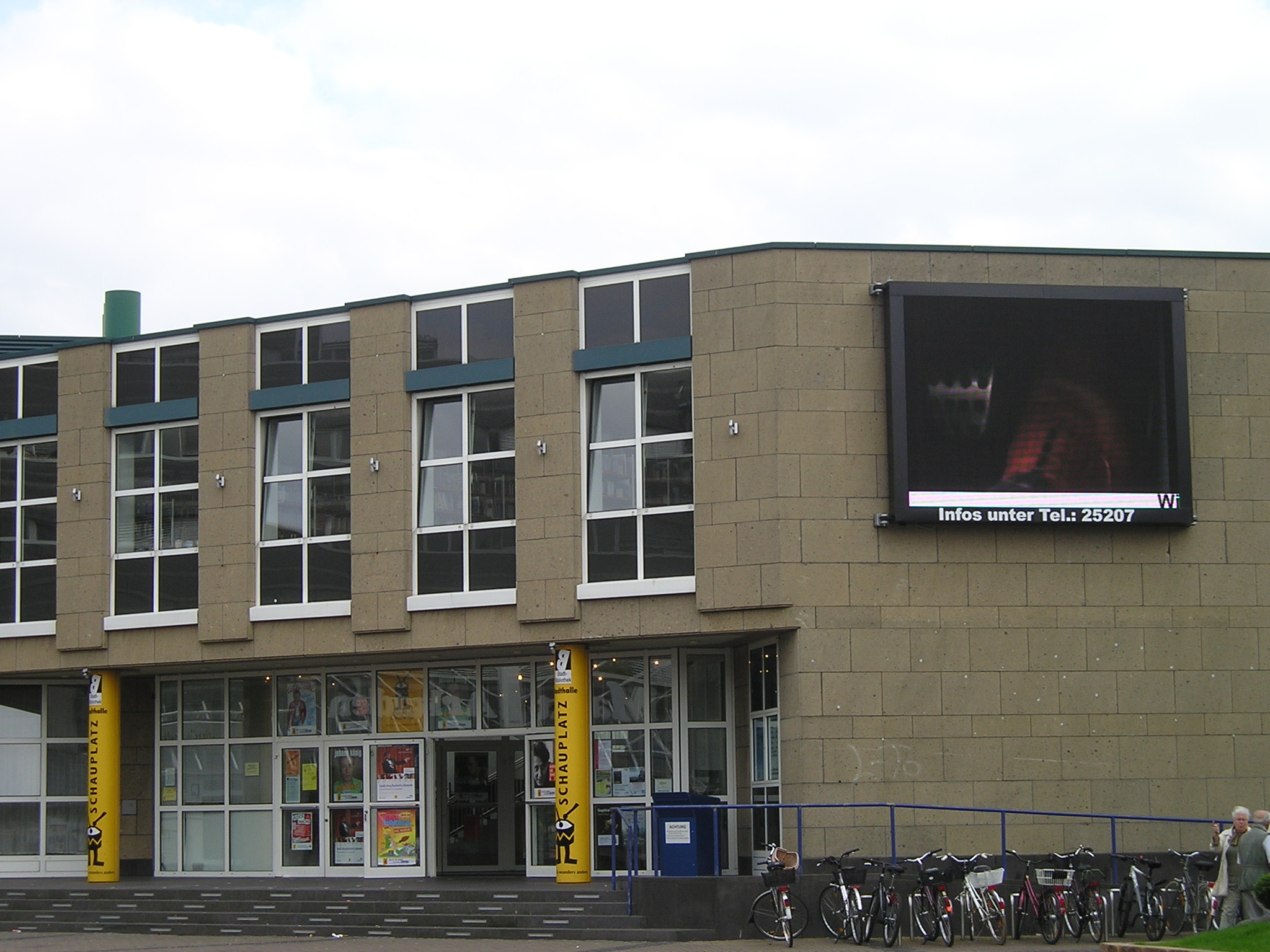
Stadthalle og Schauplatz
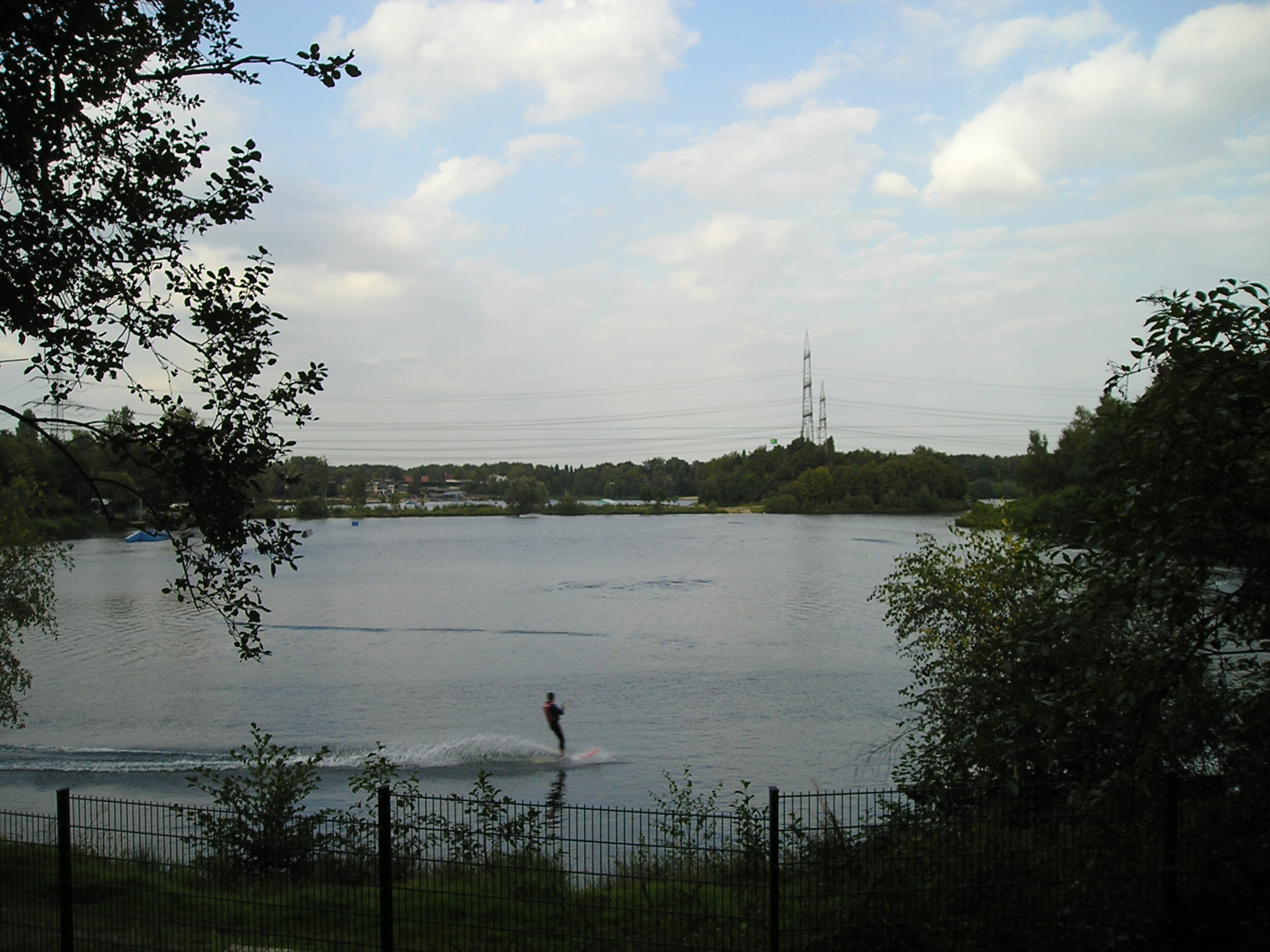
Waterskiing Langenfeld-Berghausen
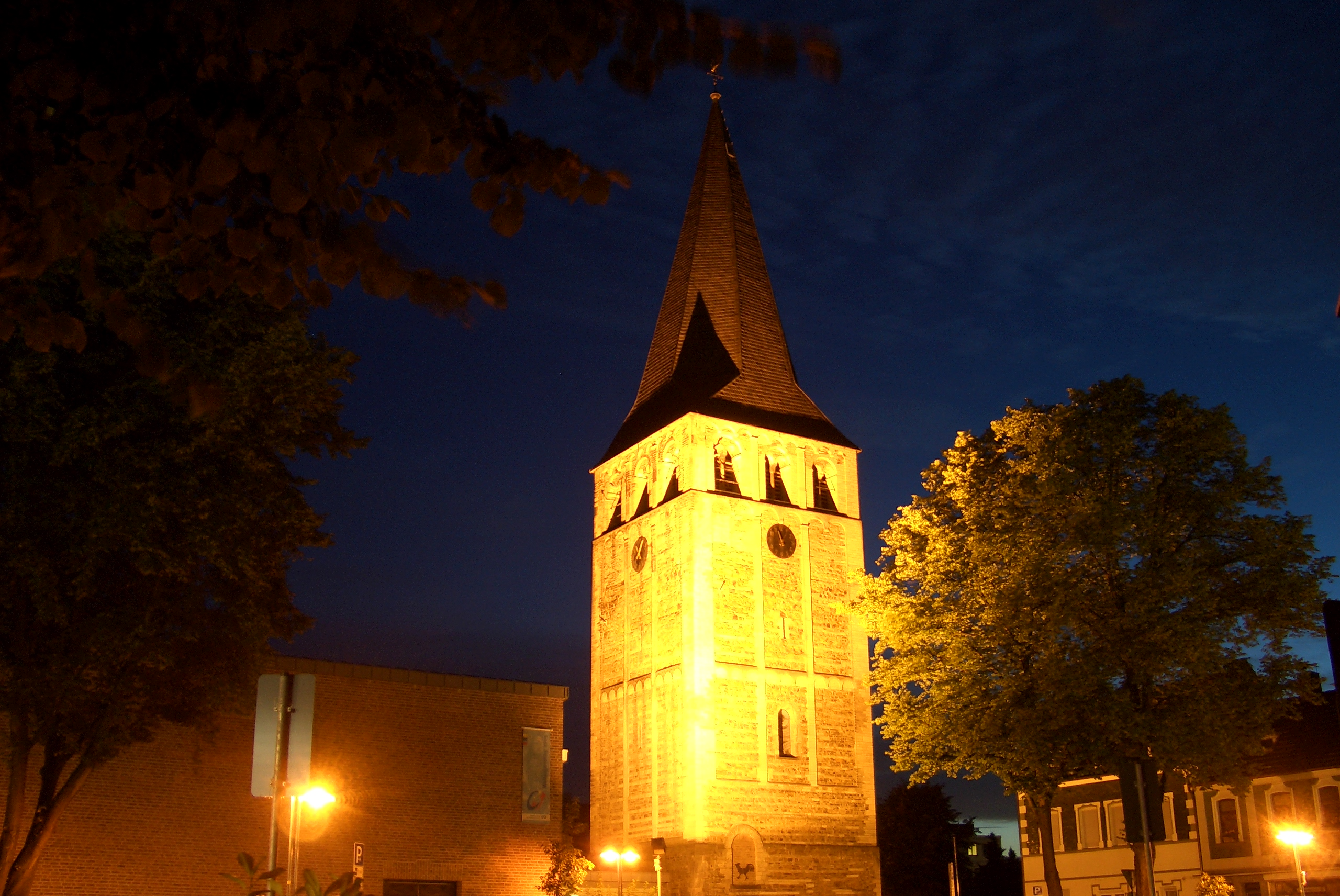
Church St. Martin